# Ngraket
Ngraket is een bestuurslaag in het regentschap Ponorogo van de provincie Oost-Java, Indonesië. Ngraket telt 1113 inwoners (volkstelling 2010).